# 榮山浦站
榮山浦站（：／ Yeongsanpo yeok */?）曾为韩国铁路湖南线上的一个车站，位于全罗南道罗州市榮江洞，已于2002年废止。

## 历史
- 1913年7月1日，落成使用[1]。
- 2001年7月10日，停止使用[2]。